# Harry Schreurs
Harry Schreurs (ur. 11 grudnia 1901 w Roermond, zm. 16 października 1973 tamże) – piłkarz holenderski grający na pozycji pomocnika. W swojej karierze rozegrał 2 mecze w reprezentacji Holandii.

## Kariera klubowa
W swojej karierze piłkarskiej Schreurs grał w klubie RVV Roermond.

## Kariera reprezentacyjna
W reprezentacji Holandii Schreurs zadebiutował 22 kwietnia 1928 w wygranym 2:0 towarzyskim meczu z Danią, rozegranym w Amsterdamie. W tym samym roku był w kadrze Holandii na igrzyska olimpijskie w Amsterdamie. W kadrze narodowej rozegrał 2 mecze, oba w 1928 roku.